# Juan Pi
Juan "Jean Eugene" Pi fue un fotógrafo suizo-argentino que vivió en San Rafael, provincia de Mendoza en el siglo XX.
Juan Pi nació el 19 de febrero de 1875 en el seno de una familia catalana, que residía en Ginebra, donde su padre Baldomero, cónsul de España, tenía una fábrica de corchos. Y, en 1896 fue enviado a Rosario (Argentina) a supervisar un pedido, motivo por el cual conoció Buenos Aires y nunca más regresó a vivir a Europa. Así se  trasladaron a Buenos Aires donde vivieron hasta 1903, año en que viajan a San Rafael donde establece su estudio fotográfico en Bombal 70.  Documentó en forma sistemática y prolija numerosos acontecimientos de relevancia histórica de la ciudad, paisajes, construcciones, viñedos y frutales, siniestros como el sismo de 1929 la erupción del volcán Descabezado y retratos de estudio.
Era un hombre culto que hablaba siete idiomas y tocaba el piano. Tenía la biblioteca en francés más grande de San Rafael.
Su primer estudio, con el primer aviso de "Fotografía Moderna de Juan Pi y Cía." apareció en el periódico Ecos de San Rafael el 18 de marzo de 1903 (hace 122 años), y también publicó en Caras y Caretas y en Fray Mocho donde fue corresponsal durante muchos años.
Murió en 1942, y le sobrevivieron su esposa la austríaca Valentina Widerman, y sus dos hijos Juan y Silvia.
La mayoría de las imágenes que se conservan son documentales, quedando pocos retratos de galería, pese a que fue el género que más cultivó y el que le proporcionó mayores ganancias. Durante más de cuatro décadas sus equipos y negativos quedaron abandonados en el sótano de lo que fue su estudio, que sufrió una importante inundación. Luego de 1986 el local fue alquilado y así se rescató buena parte del material fue rescatado y enviado al Museo de Historia Natural de San Rafael, gracias a la iniciativa de su director, Humberto Lagiglia.